# Eudorylas parvifrons
Eudorylas parvifrons är en tvåvingeart som beskrevs av Friedrich Hermann Loew 1858. Eudorylas parvifrons ingår i släktet Eudorylas och familjen ögonflugor. Inga underarter finns listade i Catalogue of Life.